# Aspicolpus punctus
Aspicolpus punctus är en stekelart som beskrevs av Chou och Hsu 1998. Aspicolpus punctus ingår i släktet Aspicolpus och familjen bracksteklar. Inga underarter finns listade.